# Betulia (kommun i Antioquia, lat 6,20, long -75,92)
Betulia är en kommun i Colombia.   Den ligger i departementet Antioquía, i den nordvästra delen av landet, 270 km nordväst om huvudstaden Bogotá. Antalet invånare är 16 725.